# اگر قره‌قاج نبود
اگر قره‌قاج نبود سومین کتاب محمد بهمن بیگی است که در سال ۱۳۷۴ توسط انتشارات باغ آینه در تهران منتشر شد. این اثر مجموعه ای از هفده خاطره و حکایت داستانی است که بر محور زندگی ایلیاتی و عشیره ای و مسئلهٔ آموزش عشایری نوشته شده است.

## محتوا
نام این مجموعه از دهمین داستان‌وارهٔ کتاب گرفته شده و اشاره به قره‌قاج رودخانه‌ای در استان فارس دارد که از ارتفاعات «بن رود» سرچشمه می‌گیرد و به سواحل خلیج فارس می‌ریزد. بهمن‌بیگی در این حکایت، داستان دلزدگی خویش از زندگی ایلیاتی و قصدش برای سفر به سرزمین‌های دور را پیش می‌کشد و به شرح سفر خویش با اسب محبوبش «سمند» و ماجرای گرفتار شدن در توفان و زدن به آب رودخانه قره‌قاج برای رسیدن به شهر می‌پردازد و تصویری جاندار از زندگی ایلی ارائه می‌کند و بعد از آن دیدن زیبایی‌های اروپا و آمریکا و غم غربت و سرانجام بازگشت دوباره به دامن ایل و زندگی ایلی روایت می‌شود. این بازگشت بی‌تابانه برای قره‌قاچ و زندگی ایلی، مقدمه‌ای برای تبدیل شدن بهمن بیگی به معلم تمام وقت ایل می‌شود.
نثر این مجموعه خاطرات داستانی، روان و در بعضی موارد آهنگین است. دو قطعه از این کتاب با دیگر قطعات متفاوت است. «از من مپرسید» که دفاعی است که بهمن بیگی از عملکرد خود در آموزش عشایر می‌کند و «پیام» که انگیزه و فکر پشت این عملکرد را توضیح می‌دهد. بهمن بیگی در قطعه پیام گزارشی از وضعیت عشایر و دلایل خود برای آغاز و ادامهٔ آموزش عشایری را شرح می‌دهد. بهمن بیگی در این کتاب آموزش عشایری و باسواد کردن مردم ایلیاتی را کلید حل مشکلات جامعه زمان خود می‌داند و می‌نویسد: «کلید مشکلات ما در لابلای الفبا خفته است و من اینک شما را به یک قیام جدید دعوت می‌کنم. پس از سال‌ها سیر و سیاحت، غور و مطالعه، دلسوزی و دردمندی به این نتیجه رسیده‌ام و شما را به یک قیام مقدس دعوت می‌کنم، قیام برای باسواد کردن مردم ایلات». پارچه سلیکا، هدیه گرگین خان، آهنگ گرایلی، داستان ما و فریدون، حساب حافظ از دیگران جداست، پدر و پسر و بستان کردستان از دیگر خاطره‌های داستانی این کتاب است. این کتاب نیز مانند سایر کتاب‌های بهمن بیگی توسط انتشارات نوید شیراز تجدید چاپ شد.

## به زبان‌های دیگر
ترجمهٔ انگلیسیِ الله‌وردی بهمن‌بیگی از این کتاب منتشر شده است.